# Iran op de Olympische Zomerspelen 1996
Iran nam deel aan de Olympische Zomerspelen 1996 in Atlanta, Verenigde Staten. Er werden in totaal drie medailles gewonnen.

## Medailleoverzicht
| Sport     | Olympiër         | Onderdeel              | Medaille |
| --------- | ---------------- | ---------------------- | -------- |
| Worstelen | Rasoul Khadem    | -90kg vrije stijl (m)  | Goud     |
| Worstelen | Amir Reza Khadem | -100kg vrije stijl (m) | Zilver   |
| Worstelen | Rasoul Khadem    | -82kg vrije stijl (m)  | Brons    |

## Deelnemers en resultaten
(m) = mannen, (v) = vrouwen 

### Atletiek
| Olympiër      | Discipline | Resultaat | Prestatie                  |
| ------------- | ---------- | --------- | -------------------------- |
| Hamid Sajjadi | 10000m (m) | 35e       | serie 1: 20ste in 29.22,65 |

### Boksen
| Olympiër             | Discipline  | Resultaat | Prestatie |
| -------------------- | ----------- | --------- | --- |
| Babak Moghimi        | -63,5kg (m) | 5e        | 1ste ronde: W van BUL Suslekov: 11-3 2de ronde: W van SEY Legras: 16-7 kwartfinale: V van KAZ Niyazymbetov: 8-13 |
| Kourosh Molaei       | -75kg (m)   | 17e       | 1ste ronde: V van USA Wells: 7-24                                                                                |
| Ayoub Pourtaghi      | -81kg (m)   | 17e       | 1ste ronde: V van FRA Mandengue: 9-21                                                                            |
| Mohammad Reza Samadi | +91kg (m)   | 17e       | 1ste ronde: V van NGR Doliwari: scheidsrechterlijke beslissing                                                   |

### Judo
| Olympiër   | Discipline | Resultaat | Prestatie |
| ---------- | ---------- | --------- | --- |
| Amir Ghomi | -71kg (m)  | 9e        | 1ste ronde: vrij 2de ronde: W van CRC Núñez 3de ronde: V van KOR Kwak herkansingen: W van CIV Kouassi herkansingen 2: V van UZB Shturbabin |

### Schietsport
| Olympiër     | Discipline          | Resultaat | Prestatie                          |
| ------------ | ------------------- | --------- | ---------------------------------- |
| Lida Fariman | 10m luchtgeweer (v) | 46e       | kwalificatie: 46ste met 379 punten |

### Worstelen
| Olympiër             | Discipline  | Resultaat   | Prestatie |
| Vrije stijl          | Vrije stijl | Vrije stijl | Vrije stijl |
| -------------------- | ----------- | ----------- | --- |
| Gholamreza Mohammadi | -52kg (m)   | 5e          | 1ste ronde: W van CUB Varela: 4-0 2de ronde: W van FRA Legrand: 5-0 3de ronde: vrij 4de ronde: V van AZE Abdullayev: 0-10 herkansingen: V van RUS Mongush: 1-3 5-6de plek: W van TUR Topaktaş: 4-2                                                                  |
| Mohammad Talaei      | -57kg (m)   | 6e          | 1ste ronde: W van AZE Abdullayev: 4-1 2de ronde: V van BLR Guzov: 3-5 herkansingen: W van CUB Puerto: 5-0 herkansingen 2: W van RUS Umakhanov: 1-0 herkansingen 3: W van UZB Zakhartdinov: 4-2 herkansingen 4: V van PRK Ri: 0-4 5-6de plek: V van MKD Trstena: 3-4 |
| Abbas Hajkenari      | -62kg (m)   | 19e         | 1ste ronde: V van USA Brands: 0-3 herkansingen: V van PUR Nieves: 3-8 |
| Akbar Fallah         | -68kg (m)   | 10e         | 1ste ronde: V van UZB Fadzaev: 2-2 herkansingen: W van NGR Oziti: 1-0 herkansingen 2: W van AUS Weiss: 5-0 herkansingen 3: V van CUB Sánchez: 1-3 |
| Issa Momeni          | -74kg (m)   | 16e         | 1ste ronde: V van RUS Saitiev: 0-8 herkansingen: W van GRE Loizidis: 3-0 herkansingen 2: V van CUB Rodríguez: 1-4 |
| Amir Reza Khadem     | -82kg (m)   | Brons       | 1ste ronde: W van GEO Gogolishvili: 3-0 2de ronde: W van UZB Khinchagov: 1-0 3de ronde: vrij 4de ronde: V van RUS Magomedov: 0-4 herkansingen: W van AZE Ibragimov: 3-0 bronzen finale: W van TUR Öztürk: 0-0                                                       |
| Amir Reza Khadem     | -90kg (m)   | Goud        | 1ste ronde: W van NGR Kodei: 6-1 2de ronde: W van KAZ Bayramukov: 4-3 3de ronde: vrij 4de ronde: W van UKR Tedeyev: 3-0 finale: W van RUS Khadartsev: 3-0 |
| Abbas Jadidi         | -90kg (m)   | Zilver      | 1ste ronde: W van AZE Magomeov: 4-0 2de ronde: W van RUS Khabelov: 4-0 3de ronde: vrij 4de ronde: W van POL Garmulewicz: 4-1 finale: V van USA Angle: 1-1 |
| Ebrahim Mehraban     | -130kg (m)  | 12e         | 1ste ronde: W van GBR Singh: 6-2 2de ronde: V van HUN Gombos: 0-3 herkansingen: V van KGZ Kovalevsky: 2-3 |
| Grieks-Romeins       |             |             | |
| Ahad Pazaj           | -62kg (m)   | 11e         | 1ste ronde: V van CUB Marén: 2-5 herkansingen: W van BLR Petrenko: 6-2 herkansingen 2: V van TUR Pirim: 0-4 |

### Zwemmen
| Olympiër        | Discipline           | Resultaat | Prestatie                |
| --------------- | -------------------- | --------- | ------------------------ |
| Hamed Rezakhani | 1500m vrije slag (m) | 33e       | serie 1: 2de in 17.22,86 |

Afghanistan · Albanië · Algerije · Amerikaanse Maagdeneilanden · Amerikaans-Samoa · Andorra · Angola · Antigua‑Barbuda · Argentinië · Armenië · Aruba · Australië · Azerbeidzjan · Bahama's · Bahrein · Bangladesh · Barbados · België · Belize · Benin · Bermuda · Bhutan · Bolivia · Bosnië en Herzegovina · Botswana · Brazilië · Britse Maagdeneilanden · Brunei · Bulgarije · Burkina Faso · Burundi · Cambodja · Canada · Centraal-Afrikaanse Republiek · Chili · China · Chinees Taipei · Colombia · Comoren · Congo-Brazzaville · Cookeilanden · Costa Rica · Cuba · Cyprus · Denemarken · Djibouti · Dominica · Dominicaanse Republiek · Duitsland · Ecuador · Egypte · El Salvador · Equatoriaal-Guinea · Estland · Ethiopië · Fiji · Filipijnen · Finland · Frankrijk · Gabon · Gambia · Georgië · Ghana · Grenada · Griekenland · Groot-Brittannië · Guam · Guatemala · Guinee · Guinee-Bissau · Guyana · Haïti · Honduras · Hongarije · Hongkong · Ierland · IJsland · India · Indonesië · Irak · Iran · Israël · Italië · Ivoorkust · Jamaica · Japan · Jemen · Joegoslavië · Jordanië · Kaaimaneilanden · Kaapverdië · Kameroen · Kazachstan · Kenia · Kirgizië · Koeweit · Kroatië · Laos · Lesotho · Letland · Libanon · Liberia · Libië · Liechtenstein · Litouwen · Luxemburg ·  Macedonië · Madagaskar · Malawi · Malediven · Maleisië · Mali · Malta · Marokko · Mauritanië · Mauritius · Mexico · Moldavië · Monaco · Mongolië · Mozambique · Myanmar · Namibië · Nauru · Nederland · Nederlandse Antillen · Nepal · Nicaragua · Nieuw-Zeeland · Niger · Nigeria · Noord-Korea · Noorwegen · Oeganda · Oekraïne · Oezbekistan · Oman · Oostenrijk · Pakistan · Palestina · Panama · Papoea-Nieuw-Guinea · Paraguay · Peru · Polen · Portugal · Puerto Rico · Qatar · Roemenië · Rusland · Rwanda · Saint Kitts en Nevis · Saint Lucia · Saint Vincent en Grenadines · Salomonseilanden · Samoa · San Marino · Sao Tomé en Principe · Saoedi-Arabië · Senegal · Seychellen · Sierra Leone · Singapore · Slovenië · Slowakije · Soedan · Somalië · Spanje · Sri Lanka · Suriname · Swaziland · Syrië · Tadzjikistan · Tanzania · Thailand · Togo · Tonga · Trinidad en Tobago · Tsjaad · Tsjechië · Tunesië · Turkije · Turkmenistan · Uruguay · Vanuatu · Venezuela · Verenigde Arabische Emiraten · Verenigde Staten · Vietnam · Wit-Rusland · Zaïre · Zambia · Zimbabwe · Zuid-Afrika · Zuid-Korea · Zweden · Zwitserland